# Антиурядові виступи в Будапешті (2006)

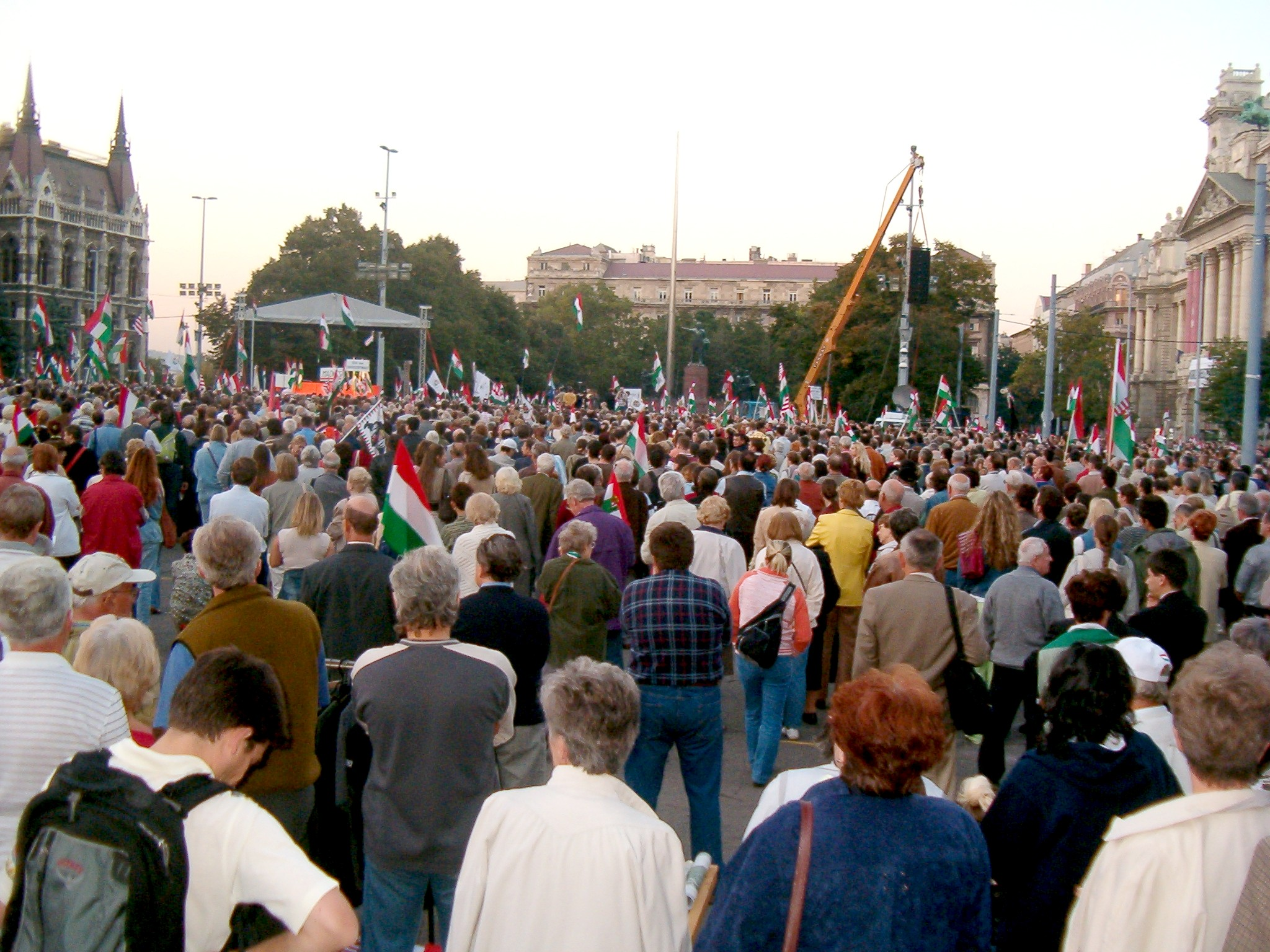

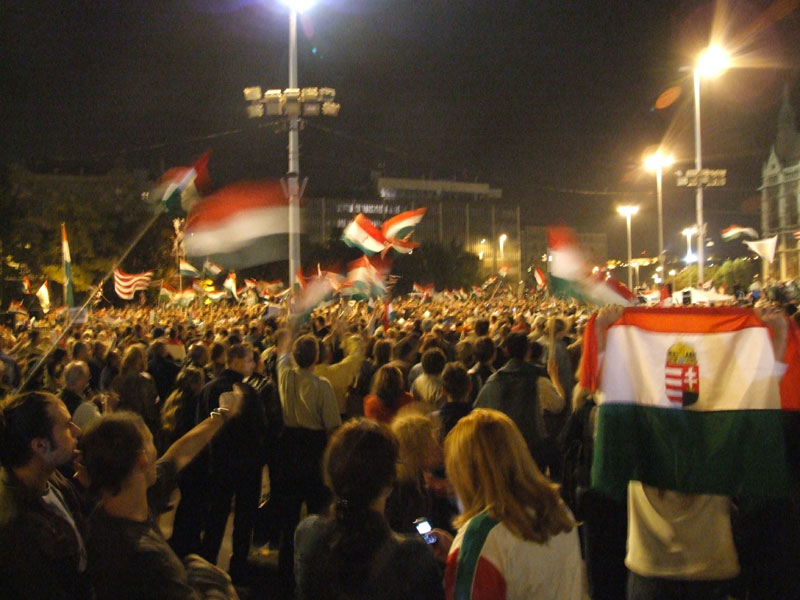
Будапешт, ранок 20 вересня 2006

Антиурядові виступи в Будапешті — масові виступи в столиці Угорщини ніч з 17 на 18 вересня 2006, викликані оприлюдненням аудіозапису з висловлюваннями прем'єр-міністра Ференца Дюрчаня, з яких випливало, що він брехав виборцям навесні 2006 року, прикрашаючи економічне становище в країні. Заворушення стали найбільш серйозними за 50 років, що минули з повстання 1956 року.
Поштовхом до початку виступів був 25-хвилинний запис зустрічі Дюрчаня з функціонерами Угорської соціалістичної партії, що відбулася невдовзі після перемоги соціалістів на парламентських виборах у квітні 2006 року. Дюрчань на цьому записі визнав, що економічна політика Угорщини була «найтупішої в Європі», а краху уникнути вдалося випадково — лише завдяки «провидінню, великій кількості грошових коштів у світовій економіці й сотням вивертів». Щоб утримати ситуацію під контролем, уряду Дюрчаня довелося регулярно спотворювати справжній стан справ: «Ми брехали — вранці, вечорами й ночами». Уряд, за словами прем'єр-міністра, принижував масштаб економічних проблем, з якими зіткнулася Угорщина, і тяжкість необхідних для їх вирішення реформ.
Заперечувати достовірність запису Дюрчань не став, сказавши лише, що ці заяви він зробив, намагаючись переконати своїх соратників по партії проголосувати за непопулярні економічні та соціальні реформи.
18 вересня ввечері близько 10 тисяч демонстрантів (головним чином прихильників правих і вкрай правих партій, в тому числі праворадикальної Партії за кращу Угорщину — політичних супротивників Дюрчаня) зібралися в центрі Будапешта, вимагаючи відставки прем'єр-міністра. Прорвавшись до телецентру, протестуючі захопили перший поверх і зажадали надати їм прямий ефір. За даними рятувальних служб і поліції, в ході зіткнень з органами правопорядку поранення отримали не менше 150 осіб, включаючи понад сто поліцейських. Угорське телебачення перервало трансляцію. Для прориву поліцейських кордонів демонстранти захопили старий радянський танк Т-34, виставлений біля будівлі парламенту в пам'ять про події 1956 року. Танк вдалося завести, однак через кілька сотень метрів танк заглухнув. Проти «танкістів» був застосований сльозогінний газ.
У перший же день вуличних заворушень Дюрчань заявив: «Я залишаюся і буду робити свою роботу. Я серйозно налаштований на реалізацію своєї програми... Розумію всю критику на свою адресу, але потрібно відрізнити здорову критику... від простого вандалізму. Якщо дві-три тисячі людей не розуміють, що можна робити, а що не можна, це не підстава для того, щоб порушувати мир і спокій в країні». Дюрчань пообіцяв придушити будь-які нові спроби влаштувати безлади.
19 вересня всі п'ять фракцій угорського парламенту проголосували за резолюцію, яка засуджує насильство. Водночас правоцентристська партія висловила «розуміння» дій демонстрантів і закликала до відставки прем'єра. Президент країни Ласло Шойом звинуватив прем'єра в свідомому підриві віри народу в демократію.
У ніч на 20 вересня в Будапешті тривали спорадичні сутички поліцейських і маніфестантів. Маніфестанти рушили до штаб-квартири соціалістичної партії, розбивали вітрини магазинів, кидали каміння в поліцейських. Поліція застосувала сльозогінний газ і водомети.
21 вересня Ференц Дюрчань запропонував усім політичним силам зібратися і обговорити ситуацію в країні, але головна опозиційна партія країни «ФІДЕС» і Християнська демократична народна партія категорично відмовилися вести переговори.
1 жовтня 2006 року відбулися місцеві вибори, на яких правляча партійна коаліція зазнала нищівної поразки. Права опозиція на чолі з партією «ФІДЕС» отримала більшість в обласних зборах як мінімум 18 з 19 округів і пости мерів не менше ніж в 19 з 23 найбільших міст країни.
Того ж дня президент Угорщини Ласло Шойом закликав Дюрчаня відправити уряд у відставку і закликав депутатів винести уряду вотум недовіри. Партнери по урядовій коаліції — соціалісти й вільні демократи, які мали у парламенті надійну більшість, відкинули втручання президента, який за конституцією виконує лише церемоніальні функції. Ференц Дюрчань знову заявив, що у відставку не піде і продовжить реформи, що передбачають жорстку бюджетну економію.
Виступ президента призвів до поновлення акцій протесту в столиці. Уже в ніч на 2 жовтня десятки тисяч жителів Будапешту знову вийшли до будівлі парламенту, закликаючи до відставки уряду.
Лідер опозиційного блоку Віктор Орбан висунув ультиматум владі: в разі відмови уряду піти у відставку опозиція відновить маніфестації. Угорські радикали закликали прихильників правих сил взяти в блокаду Будапешт і силою домогтися відставки уряду, проте жодного ефекту їх побажання не здобуло.
26 жовтня, в 50-річну річницю Угорського повстання, в Будапешті відбувся новий раунд заворушень, на який поліція відреагувала досить жорстко: повідомлялося про близько 150 поранених.
Ференц Дюрчань зберіг свою посаду і пішов у відставку в березні 2009 року.